# Batalha de Guandu

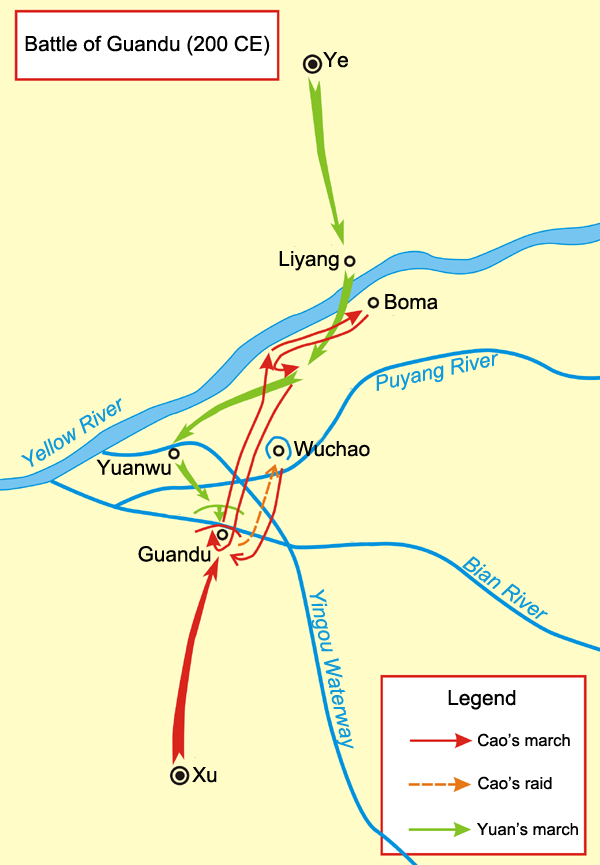
Mapa da batalha e dos movimentos e acontecimentos bélicos relacionados. O curso do rio Amarelo é mostrado como era naquela altura, pois ao longo dos séculos tem mudado o seu curso significativamente.

A batalha de Guandu foi travada entre os senhores da guerra Cao Cao e Yuan Shao em 200 d.C. no final da dinastia Han. A batalha, a qual findou numa vitória decisiva para Cao Cao, foi o ponto de inflexão na guerra entre os dois senhores da guerra. Marcou o começo da reunificação gradual da China setentrional por Cao Cao, o qual fez possível o estabelecimento do estado de Cao Wei no período dos Três Reinos.

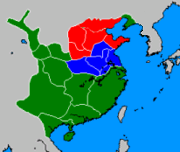
Territórios de Yuan Shao (vermelho) e de Cao Cao (azul) no tempo da batalha.

## Cerco de Guandu
No oitavo mês, o exército de Yuan Shao lentamente avançou a Sul desde Yangwu e começou uma guerra de trincheiras, entre as posições que os dois exércitos tinham tomado. Yuan Shao tinha erguido altas plataformas para os seus homens poderem disparar flechas contra as forças de Cao Cao. Em resposta, os homens de Cao Cao tinham de levar escudos para proteger as suas cabeças e retaliaram o inimigo destruindo as plataformas de arqueiros. Yuan Shao também tentou construir um túnel debaixo do forte de Cao Cao, porém sem sucesso. Nenhum exército conseguiu ganhar vantagem e a guerra ficou estagnada.
No nono mês, Xun Yu reparou que Yuan Shao tinha armazenado mantimentos num depósito na aldeia de Gushi (故市; sudoeste do atual condado de Yanjin, Henan), guardada por Han Meng. Cao Cao mandou pequenas unidades de cavalaria lideradas por Xu Huang e Shi Huan (史渙) para atacar esta posição. Esta ação foi bem sucedida, destruindo as linhas de víveres de Yuan Shao e queimando as suas provisões. Yuan Shao foi forçado a pedir reforços para responder a este ataque.

## Consequências
A vitória de Cao Cao na batalha de Guandu foi decisiva e propiciou uma virada na luta pelo poder com Yuan Shao. Yuan Shao morreu dois anos depois e o seu filho mais novo, Yuan Shang, foi feito seu sucessor. O seu filho mais velho, Yuan Tan, ficou furioso e lutou contra o seu irmão mais novo. Isto acabou num conflito interno entre as forças de Yuan Shao; os conselheiros de Yuan Shao e os seus antigos generais também ficaram divididos entre as duas facções do conflito – uma apoiou Yuan Shang enquanto a outra apoiou Yuan Tan. Cao Cao aproveitou a oportunidade para lançar um ataque à base de Yuan Tan em Liyang. Yuan Tan aliou-se com Cao Cao contra Yuan Shang, mas Cao Cao acusou-o de ter violado alguns termos da aliança e matou-o em batalha. Por outro lado, Yuan Shang foi derrotado por Cao Cao e foi a Norte para juntar-se a um irmão seu, Yuan Xi. As forças de Cao Cao perseguiram-nos e derrotaram a tribo Wuhuan, aliada dos irmãos Yuan, na batalha da Montanha do Lobo Branco. Yuan Shang e Yuan Xi foram a Liadong à procura de proteção ao senhor da guerra Gongsun Kang em 207, mas Gongsu matou-os, possivelmente por considerá-los uma ameaça à sua autoridade. Desta maneira, a maioria da China setentrional foi unificada baixo o controlo de Cao Cao, o que permitiu-lhe direcionar a sua atenção a Sul.